# Laix
Laix – miejscowość i gmina we Francji, w regionie Grand Est, w departamencie Meurthe i Mozela.
Według danych na rok 1990 gminę zamieszkiwało 181 osób, a gęstość zaludnienia wynosiła 24 osób/km² (wśród 2335 gmin Lotaryngii Laix plasuje się na 864. miejscu pod względem liczby ludności, natomiast pod względem powierzchni na miejscu 787.).